# Ștefan Kovács
Ștefan Kovács (romanès: Ştefan Covaci; hongarès: Kovács István) (Timișoara, 2 d'octubre de 1920 - Cluj-Napoca, 12 de maig de 1995) fou un futbolista i entrenador de futbol romanès d'ascendència hongaresa.
Va néixer a Timișoara, Romania, en el si d'una família hongaresa. El seu germà Nicolae Kovács també fou futbolista. Destacà en la tasca d'entrenador, dirigint l'Steaua București entre 1967 i 1971. El 1971 es convertí en el successor de Rinus Michels a l'AFC Ajax que practicava l'anomenat futbol total. Guanyà dues Copes d'Europa els anys 1972 i 1973. Més tard fou entrenador de França, Panathinaikos FC i AS Monaco.

## Palmarès
Steaua București
- Lliga romanesa de futbol: 1967-68
- Copa romanesa de futbol: 1968-69, 1969-70

Ajax
- Eredivisie: 1971-72, 1972-73
- KNVB Cup: 1971-72
- Copa d'Europa de futbol: 1971-72, 1972-73
- Supercopa d'Europa de futbol: 1972
- Copa Intercontinental de futbol: 1972

Panathinaikos
- Copa grega de futbol: 1981-82